# 오론테스강
오론테스강(고대 그리스어: Ὀρόντης) 또는 아시강(아랍어: العاصي, 튀르키예어: Asi)은 서아시아에 있는 571 킬로미터 (355 mi) 길이의 강이다. 레바논에서 발원하며, 북쪽 시리아를 통과하여 터키 하타이주의 사만다와 인접한 지중해로 흐른다.
레반트 북부 지방의 주요 강 줄기인, 오론테스강은 카데시 전투 (기원전 13세기)등을 포함한 여러 주요 전투가 벌어지던 장소이다. 강줄기를 따라 형성된 주요 도시들에는 홈스, 하마, 지스르 앗슈구르, 안타키야 (고대 안티오키아로, '오론테스강의 안티오키아'로도 알려져 있다).

## 지명
기원전 9세기에, 고대 아시리아인들은 오론테스강을 아란투강(Arantu)이라 칭했고, 인접한 이집트인들은 아라운티강(Araunti)이라 칭했다. 이 지명에 대한 어원은 알려져 있지 않으나, 일부 자료에서는 이가 시리아어로 '암사자'를 뜻하는 '안르트'(Anrt)에서 유래했을 것이라 나타내었고 다른 자료들에선 아람어로 '물의 여신' '알리마스'(Alimas)를 칭하는 것이라 하였다. 하지만, '아란투'(Arantu)는 점차 그리스어 이름인 '오론테스강'이 되어 버렸다.
그리스어 서사시 '디오니소스 이야기' (400년경)에서, 오론테스강은 디오니소스와의 일기토에서 패한 후 자결하여 이 강에 빠진 인도의 장군 오론테스에서 이름이 붙여졌다고 전한다. 그리스의 지리학자 스트라본에 따르면 (서기 20년경에 기록된 '지리지'), 오론테스강은 본래 티폰이라는 이름이었다고 하며, 제우스가 벼락으로 티폰을 하늘에서 추락시켰는데, 티폰이 떨어진 곳에 강이 생겼다. 이후에 오론테스라는 인물이 그 강에 다리를 지으면서 오론테스로 이름이 바뀌었다고 한다.
이와 대조적으로, 아파메이아의 마케도니아의 정착자들은 마케도니아의 강의 신 이름을 따 악시우스라 명명했다. 아랍어식 지명 العاصي ([알아시] 오류: {{전자}}: transliteration text not Latin script (pos 1: 알) (도움말))는 '악시우스'에서 유래했다. 이 용어는 공교롭게 아랍어로 '반항적인'을 의미하는데, 민간어원에서는 이 지역의 나머지 강들과 달리 이 강은 남쪽에서 북쪽으로 흐른다는 데에서 비롯시킨다.
홈스호에서 홈스로 흐르는 강의 지류는 알미마스로 알려져 있으며, 성 마마를 기리는 곳이 있는 데이르 미마스 성소의 이름을 땄다.

## 흐름
오론테스강은 남쪽으로 흐르는 리타니강의 수원과 아주 인접한, 서쪽의 레바논산과 동쪽의 안티레바논산맥 사이에 있는 베카 계곡 동쪽 지역 (베카주) 레바논의 라브웨 인근 샘에서 솟아나며, 600 미터 (2,000 ft) 높이에서 떨어져 계곡을 통과하는 협곡을 거쳐 북쪽으로 흐른다. 아인 에즈 자르카는 앞서 언급한 샘 중에 주요 샘이다. 다른 주요 샘에는 알 가브(Al Ghab), 알 루즈(Al Rouj), 알아즈라크(and Al-Azraq) 등이 있다.

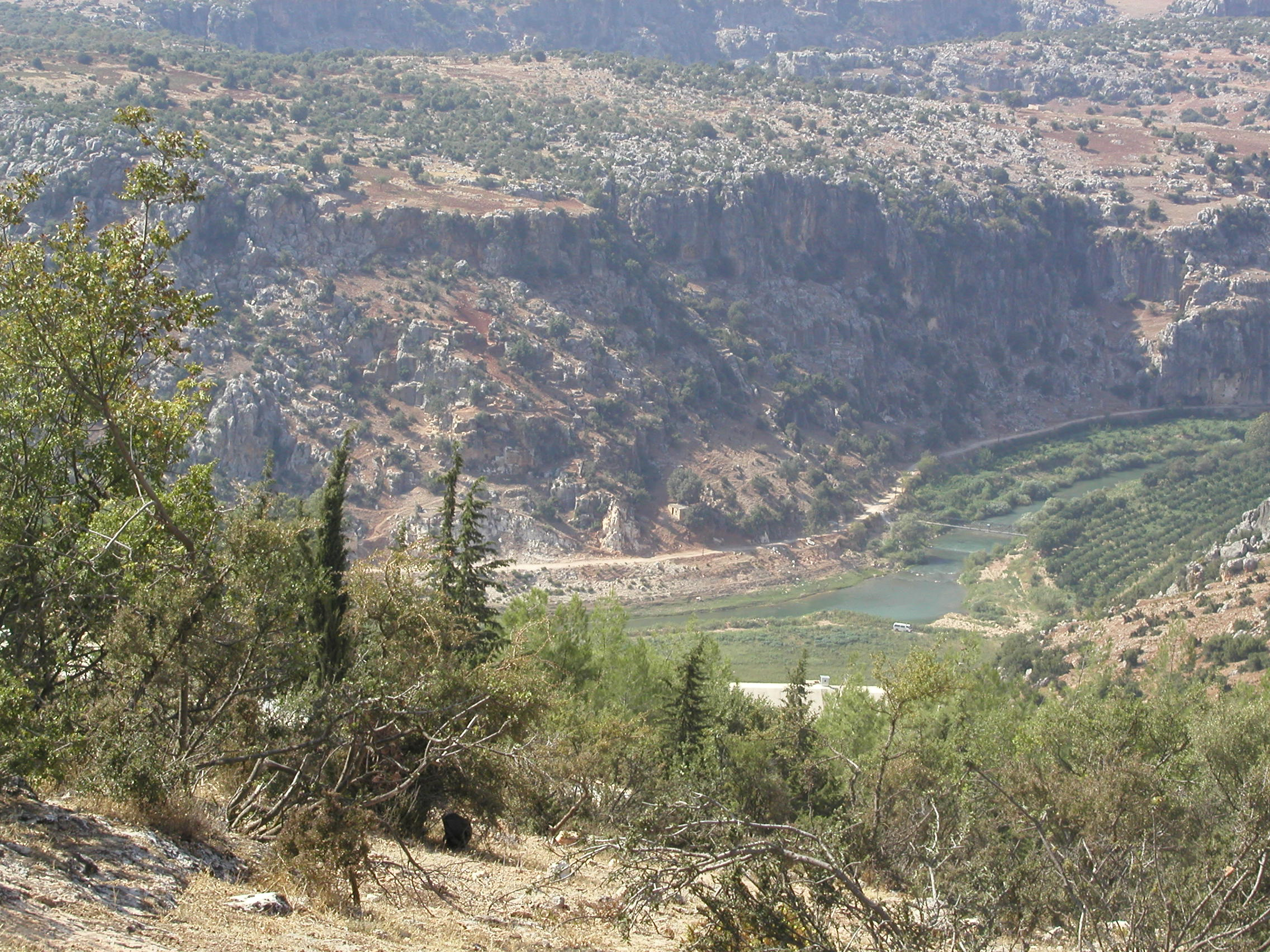
시리아 해안 산맥의 기슭에서 흐르는 오론테스강

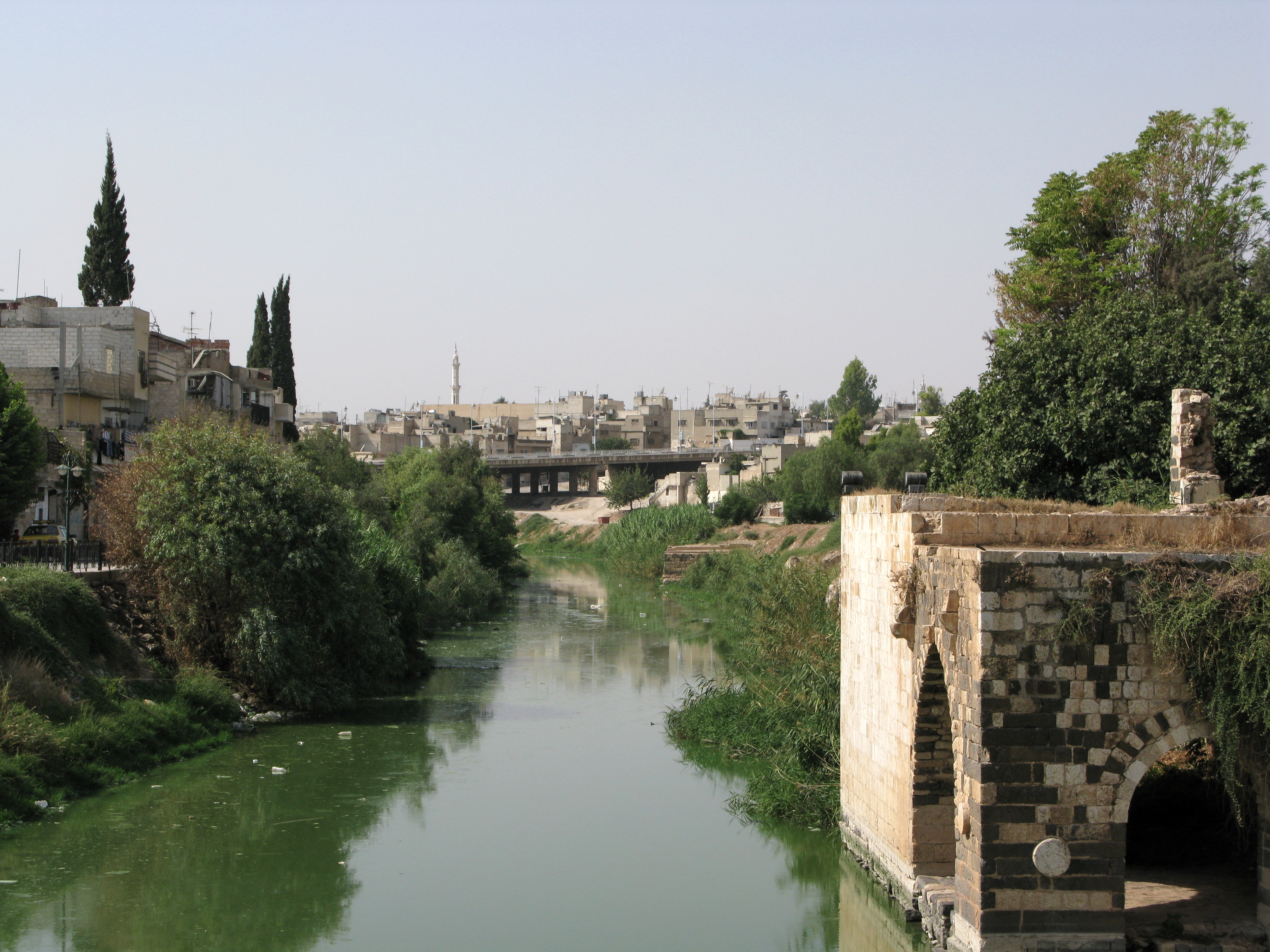
시리아 하마의 오론테스강

협곡을 지나, 오론테스강은 홈스 (또는 힘스)를 가로 질러 시리아의 홈스주에 있는 홈스호 [로마 시대의 댐으로 만들어진 인공 호수로, 카티나호(Qattinah)로도 알려짐]로 퍼져나간다. 다음으로 하마주와 그 주도 하마 (하마이흐에피파네이아)와 옛 라리사 (샤이자르)를 거쳐 흐른다. 이 지점에서 오론테스강은 가브 평야와 접하게 된다. 가브 평야의 동쪽 경계 지점에 있는 하류에는 아파메이아라는 고대 도시가 위치해 있다. 서쪽 지점에는 해안 산맥이 위치한다. 오론테스강이 흐르는 마지막 시리아 지역은 이들리브와 지스르 앗슈구르이다. 이 지역에서 강은 지스르 알하디드의 바위 방벽에서 끊어지게 되는데, 이 지점에서 강은 서쪽으로 방향을 돌려 터키의 하타이주에 있는 안티오키아 평야 (아미크 계곡)로 이어진다.

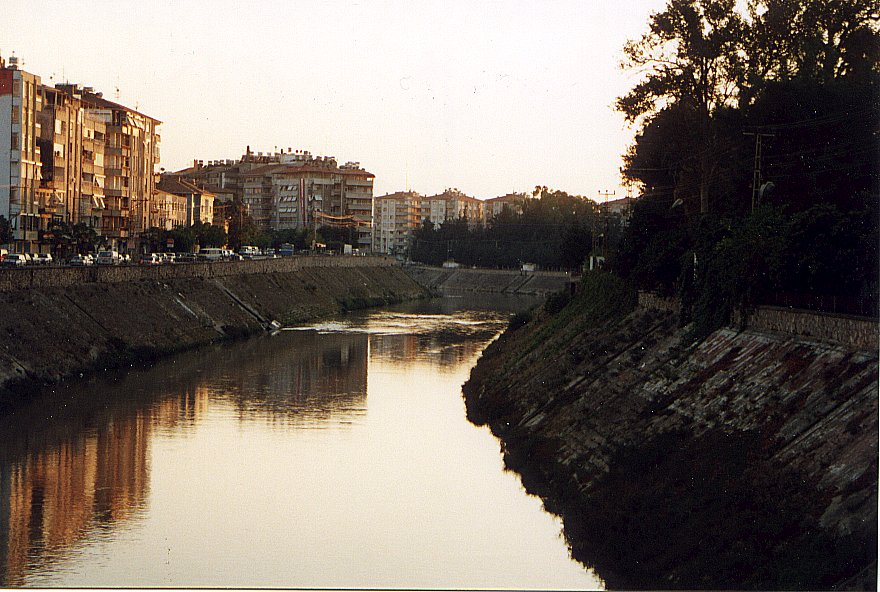
하타이주 안타키야의 오론테스강

남쪽 방향으로 흐르는 서쪽의 아프린강과 서쪽의 카르사우강 등 주요 지류 두 곳은 인공 수로 (Nahr al-Kowsit)를 통하여 옛 아미크호를 지나 오론테스강에서 합류한다. 북쪽의 안타키야 (옛 안티오키아)를 지나서, 오론테스강은 남서쪽의 협곡으로 이어지고 (고대인들은 이곳을 템페 계곡과 견주었다), 50m 높이에서 떨어져 16km를 흐른 뒤에, 사만다 (과거 수에디아, 고대 시대에는 셀레우키아 피에리아)에 있는 남쪽의 바다로 이어지며 총 강의 길이 450 킬로미터 (280 mi)가 끝이 난다.
| 명칭        | 인접 도시 | 연도   | 높이 (m) | 수용량 (million m3) | 참조                   |
| ----------- | --------- | ------ | -------- | ------------------- | ---------------------- |
| 알라스탄 댐 | 홈스      | 1960년 | 67       | 228                 |                        |
| 콰티나 댐   | 홈스      | 1976년 | 7        | 200                 | 서기 284년에 최초 건설 |
| 무하르데 댐 | 하마      | 1960년 | 41       | 67                  |                        |
| 제이준 댐   | 하마      | 1995년 | 43       | 71                  | 2002년에 무너짐        |
| Kastoun     | 하마      | 1992년 | 20       | 27                  |                        |

## 역사
오론테스강은 항해가 쉽지 않고 강이 위치한 계곡은 안티오키아에서 남쪽으로 홈스 그런 다음 알나베크를 통해 다마스쿠스로 이어지는, 남북을 잇는 교통로서 옛부터 내려온 중요도를 이끌어냈다. 오론테스강은 국경을 구분하는 역할을 오랜 기간 이어오고 있다. 고대 이집트인들에게 이 강은 페니키아 동쪽의 아무루인과의 최북단 경계를 형성하였다. 오론테스강에서 남쪽에서 온 람세스 2세의 이집트 군대와 북쪽에서 온 무와탈리 2세의 히타이트 군대 간에 벌어진 카데시 전투 (기원전 1274년경)가 벌어진 곳이었다. 또한 기원전 853년에는 콰르콰르 전투가 벌어진 곳이기도 하며, 이때 샬마네세르 3세가 이끄는 아시리아 군대가 다마스쿠스의 하다데제르가 이끄는 열두 왕 연합군과 충돌하였다.

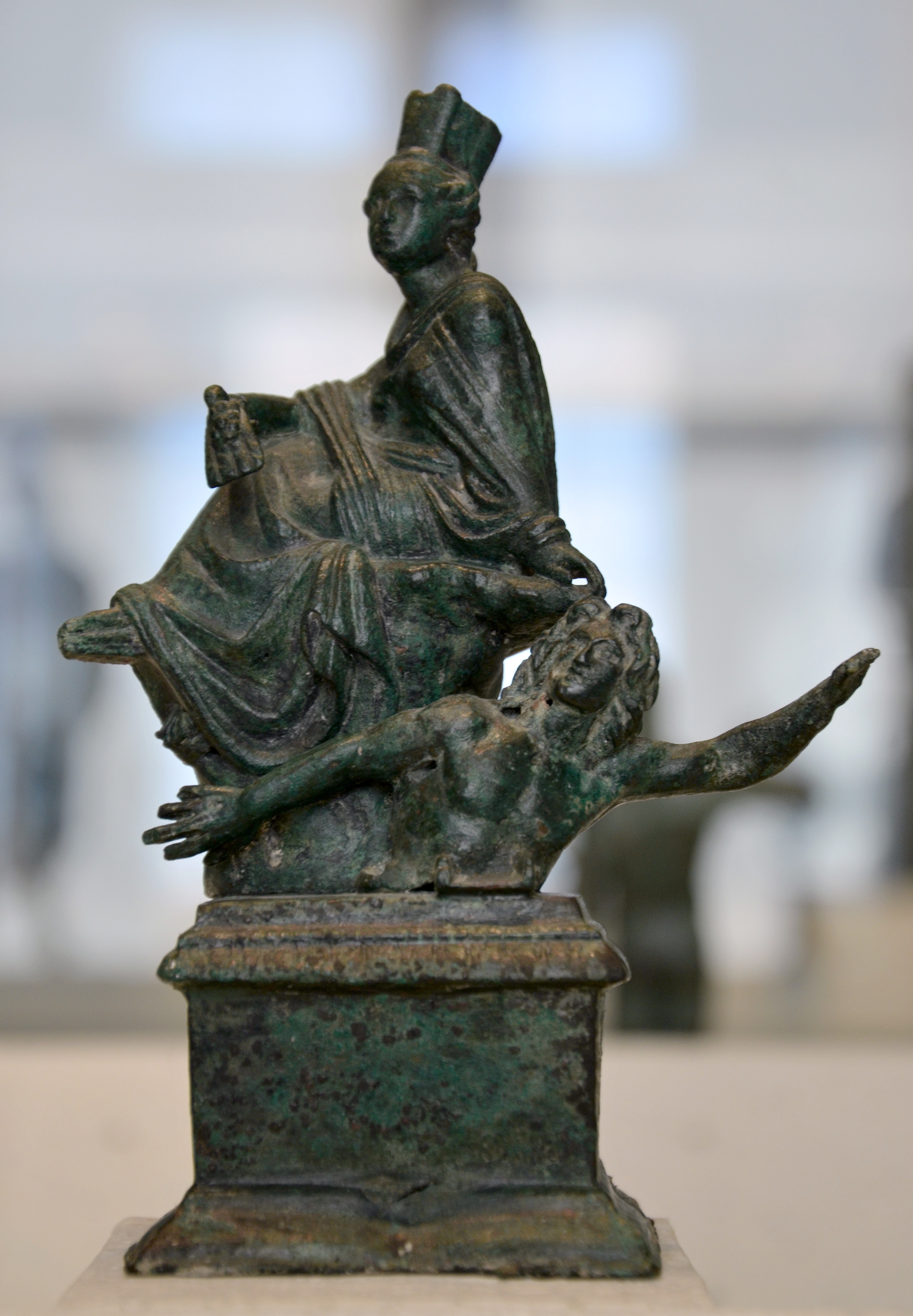
기원전 4세기의 에우티키데스의 '안티오키아의 티케'를 모사한, 서기 1-2세기에 제작된 타르투스 지역의 청동 복제품 (루브르 박물관 소장). 여신의 발 밑에 있는 수영하는 남성은 오론테스강은 의인화 하여 표현된 것이다.

알렉산드로스 대왕은 기원전 333년 이수스 전투 (오늘날 이스켄데룬 인근이자 안타키야 북부에 있는 피나루스강에서 벌어짐)에서 페르시아 군대를 제압하고 나서 오론테스강 유역을 장악하였다. 기원전 323년에 그가 죽은 뒤, 강은 셀레우코스 제국의 영토가 되었다.
셀레우키아 아드 벨룸, 안티고니아, 안티오키아 등을 포함한 셀레우코스의 도시들은 오론테스강에 세워졌다. 몇몇 헬레니즘 시대 유물들은 안티오키아의 티케의 발 밑에서 오론테스강을 의인화 한 수영하는 남성을 표현하고 있다.
기원전 64년에 폼페이우스는 오론테스강 유역을 장악하였고 안티오키아를 중심 도시로 한 새로운 속주, 시리아 속주의 일부가 되었다. 홈스호 댐이 서기 290년에 디오클레티아누스 황제의 명으로 건설됐다. 홈스호 외에도, 추가적인 로마 시대 댐과 저수지들이 가브 평야로 더 나은 관개수를 대기 위해 아파메이아 주변 오론테스강을 따라 지어졌을 것이다. 서기 198년, 시리아 속주는 오론테스강 하류 지역이 있는 코올레 시리아 그리고 에메사 남쪽부터 시작되는 오론테스강 상류가 있는 시리아 포에니케로 분리되었다. 에메사는 이후에 포에니케의 공동 주도로 지위가 상승하였다.
서기 637년 안티오키아 인근에서 철교 전투가 라시둔 칼리파국과 비잔티움 제국 군대가 교전하였고, 이 전투에서 승리를 거둔 전자는 얼마 안 되어 오론테스강 유역 전체를 장악했다.
12세기 십자군들에게 있어서, 오론테스강은 안티오키아 공국과 알레포 간의 경계가 되었다.
시리아-터키 우정의 댐 건설이 2011년에 시작되었으나 시리아 내전 발발로 중단되었다.  이 전쟁 중 2011년 5월부터 2014년 5월까지 홈스 공방전이 벌어졌었다.

## 예술
프랑스의 소설가 모리스 바레스는 전해진 바에 의하면 한 아일랜드인 고고학자가 1914년 6월 저녁 오론테스강 옆의 하마에 있는 한 '카페'에서 그를 위하여 번역해준 필사본의 이야기를 '오론테스강의 정원' (1922년)으로 옮겼다고 한다.

## 같이 보기
- 알미나 – 오론테스강 하구의 유적지
- 바알벡 – 오론테스강 남쪽 지류에 있는 도시 및 유적지
- 텔 타위나트, 텔 아트차나 – 하타이주에 위치한 유적지들
- 시리아의 수자원 관리

## 참조
1. ↑  오론테스강의 수원은 마찬가지로 암사자를 뜻하는 라브웨라는 마을에 있다.
2. ↑  대 플리니우스는 오론테스강의 한 지류를 마르시아스강(Marsyas, 마르시아스에서 명명)이라 언급했다.[6] 동명의 지류를 리처드 포코크는 아파메이아 인근 알가브 평야의 오론테스강 동쪽에 배치시켰다.[7]